# Barbados az 1984. évi nyári olimpiai játékokon
Barbados az egyesült államokbeli Los Angelesben megrendezett 1984. évi nyári olimpiai játékok egyik részt vevő nemzete volt. Az országot az olimpián 6 sportágban 16 sportoló képviselte, akik érmet nem szereztek.

## Atlétika
Férfi
| Versenyző                                             | Versenyszám     | Előfutam | Előfutam | Előfutam | Negyeddöntő | Negyeddöntő | Negyeddöntő | Elődöntő | Elődöntő | Elődöntő | Döntő   | Döntő    |
| Versenyző                                             | Versenyszám     | Idő      | Hely.    | Össz.    | Idő         | Hely.       | Össz.       | Idő      | Hely.    | Össz.    | Idő     | Helyezés |
| ----------------------------------------------------- | --------------- | -------- | -------- | -------- | ----------- | ----------- | ----------- | -------- | -------- | -------- | ------- | -------- |
| Anthony Jones                                         | 100 m           | 10,69    | 5.       | 43.      | kiesett     | kiesett     | kiesett     | kiesett  | kiesett  | kiesett  | kiesett | kiesett  |
| John Mayers                                           | 200 m           | 21,70    | 3.       | 46.      | 21,46       | 7.          | 27.*        | kiesett  | kiesett  | kiesett  | kiesett | kiesett  |
| Elvis Forde                                           | 400 m           | 45,47    | 2.       | 2.       | 45,60       | 3.          | 13.         | 45,32    | 6.       | 9.       | kiesett | kiesett  |
| David Peltier                                         | 400 m           | 46,57    | 2.       | 29.      | 46,48       | 8.          | 28.         | kiesett  | kiesett  | kiesett  | kiesett | kiesett  |
| Richard Louis                                         | 400 m           | 46,70    | 4.       | 32.      | kiesett     | kiesett     | kiesett     | kiesett  | kiesett  | kiesett  | kiesett | kiesett  |
| John Mayers Hamil Grimes Clyde Edwards Anthony Jones  | 4 × 100 m váltó | 40,47    | 4.       | 13.      |             |             |             | 40,18    | 7.       | 11.      | kiesett | kiesett  |
| Richard Louis David Peltier Clyde Edwards Elvis Forde | 4 × 400 m váltó | 3:03,31  | 1.       | 2.       |             |             |             | 3:03,89  | 4.       | 6.       | 3:01,60 | 6.       |

Női
| Versenyző       | Versenyszám | Előfutam | Előfutam | Előfutam | Elődöntő | Elődöntő | Elődöntő | Döntő   | Döntő    |
| Versenyző       | Versenyszám | Idő      | Hely.    | Össz.    | Idő      | Hely.    | Össz.    | Idő     | Helyezés |
| --------------- | ----------- | -------- | -------- | -------- | -------- | -------- | -------- | ------- | -------- |
| Carlon Blackman | 400 m       | 54,26    | 6.       | 22.      | kiesett  | kiesett  | kiesett  | kiesett | kiesett  |
| Cheryl Blackman | 400 m gát   | 1:01,19  | 6.       | 24.      | kiesett  | kiesett  | kiesett  | kiesett | kiesett  |

* - egy másik versenyzővel azonos eredményt ért el

## Kerékpározás

### Pálya-kerékpározás
Sprintverseny
| Versenyző    | Versenyszám  | 1. forduló                                       | 1. forduló | Vigaszág                                               | Vigaszág | Döntő                                                  | Döntő | 2. forduló                   | 2. forduló | Vigaszág                    | Vigaszág | Nyolcaddöntő           | Nyolcaddöntő | Vigaszág               | Vigaszág | Döntő                | Döntő   | Negyeddöntő          | 5–8. helyért           | 5–8. helyért | Elődöntő             | Döntő                | Helyezés |
| Versenyző    | Versenyszám  | Ellenfelek Győztes idő                           | Hely       | Ellenfelek Győztes idő                                 | Hely     | Ellenfelek Győztes idő                                 | Hely  | Ellenfél Győztes idő         | Hely       | Ellenfél Győztes idő        | Hely     | Ellenfelek Győztes idő | Hely         | Ellenfelek Győztes idő | Hely     | Ellenfél Győztes idő | Hely    | Ellenfél Győztes idő | Ellenfelek Győztes idő | Hely         | Ellenfél Győztes idő | Ellenfél Győztes idő | Helyezés |
| ------------ | ------------ | ------------------------------------------------ | ---------- | ------------------------------------------------------ | -------- | ------------------------------------------------------ | ----- | ---------------------------- | ---------- | --------------------------- | -------- | ---------------------- | ------------ | ---------------------- | -------- | -------------------- | ------- | -------------------- | ---------------------- | ------------ | -------------------- | -------------------- | -------- |
| Charles Pile | Férfi egyéni | Nakatake Kacuo (JPN) · Paulo Jamur (BRA) · 11,92 | 2.         | José Antonio Urquijo (CHI) · Ian Stanley (JAM) · 11,64 | 3.       | Deograves Asuncion (PHI) · Ernest Moodie (CAY) · 11,51 | 1.    | Gabriele Sella (ITA) · 11,16 | 2.         | Franck Dépine (FRA) · 11,62 | 2.       | kiesett                | kiesett      | kiesett                | kiesett  | kiesett              | kiesett | kiesett              | kiesett                | kiesett      | kiesett              | kiesett              | kiesett  |

Időfutam
| Név          | Versenyszám  | Idő     | Helyezés |
| ------------ | ------------ | ------- | -------- |
| Charles Pile | Férfi egyéni | 1:10,56 | 19.      |

## Ökölvívás
| Versenyző      | Versenyszám | Selejtező         | 32-es főtábla             | Nyolcaddöntő      | Negyeddöntő       | Elődöntő          | Döntő             | Helyezés |
| Versenyző      | Versenyszám | Ellenfél Eredmény | Ellenfél Eredmény         | Ellenfél Eredmény | Ellenfél Eredmény | Ellenfél Eredmény | Ellenfél Eredmény | Helyezés |
| -------------- | ----------- | ----------------- | ------------------------- | ----------------- | ----------------- | ----------------- | ----------------- | -------- |
| Ed Pollard     | Pehelysúly  | erőnyerő          | Rajabu Hussen (TAN) · 0:5 | kiesett           | kiesett           | kiesett           | kiesett           | 17.      |
| Edward Neblett | Középsúly   |                   | Virgil Hill (USA) · RSC   | kiesett           | kiesett           | kiesett           | kiesett           | 17.      |

RSC – a mérkőzésvezető megállította a mérkőzést

## Szinkronúszás
| Versenyző      | Versenyszám | Selejtező           | Selejtező           | Selejtező       | Selejtező  | Selejtező  | Döntő           | Döntő      | Döntő      |
| Versenyző      | Versenyszám | Technikai gyakorlat | Technikai gyakorlat | Zenés gyakorlat | Összesítés | Összesítés | Zenés gyakorlat | Összesítés | Összesítés |
| Versenyző      | Versenyszám | Pont                | Hely.               | Pont            | Pont       | Hely.      | Pont            | Pont       | Helyezés   |
| -------------- | ----------- | ------------------- | ------------------- | --------------- | ---------- | ---------- | --------------- | ---------- | ---------- |
| Chemene Sinson | Egyéni      | 79,584              | 33.                 | 87,60           | 167,184    | 11.        | kiesett         | kiesett    | kiesett    |

## Úszás
Férfi
| Versenyző     | Versenyszám    | Előfutam | Előfutam | Előfutam | Döntő   | Döntő   | Döntő   | Helyezés |
| Versenyző     | Versenyszám    | Idő      | Hely.    | Össz.    | Típus   | Idő     | Hely.   | Helyezés |
| ------------- | -------------- | -------- | -------- | -------- | ------- | ------- | ------- | -------- |
| Harry Wozniak | 200 m pillangó | 2:13,17  | 7.       | 32.      | kiesett | kiesett | kiesett | kiesett  |
| Harry Wozniak | 200 m vegyes   | 2:22,49  | 6.       | 37.      | kiesett | kiesett | kiesett | kiesett  |
| Harry Wozniak | 400 m vegyes   | 4:53,87  | 6.       | 19.      | kiesett | kiesett | kiesett | kiesett  |

## Vitorlázás
Nyílt
| Versenyző                  | Versenyszám | Futam | Futam | Futam | Futam  | Futam | Futam | Futam | Pontszám | Helyezés |
| Versenyző                  | Versenyszám | 1     | 2     | 3     | 4      | 5     | 6     | 7     | Pontszám | Helyezés |
| -------------------------- | ----------- | ----- | ----- | ----- | ------ | ----- | ----- | ----- | -------- | -------- |
| Bruce Bayley Howard Palmer | Csillaghajó | 22,0  | 24,0  | 22,0  | (26,0) | 24,0  | 20,0  | 21,0  | 133,0    | 19.      |